# Koloidna raztopina
Koloidna raztopina je disperzni sistem trdnega topljenca v tekočem topilu. Velikost delcev topljenca je med 10 in 1000 Å. Topljenec je običajno anorganska snov (večinoma amorfni delci), lahko pa tudi velemolekule organskih snovi. Koloidni delci imajo dovolj veliko kinetično energijo, da se gibljejo med molekulami disperznega medija. Do trkov in posledično do izoboritve ne pride, ker imajo vsi delci enak naboj in se odbijajo. Koloidni delci dobijo naboj na dva načina:
- z adsorpcijo ene vrste ionov iz raztopine,
- se nabijejo zaradi trenja z molekulami topila.

Koloidne raztopine se lahko nahajajo v dveh stanjih; sol je koloidna raztopina v pretežno tekočem stanju, medtem ko je gel bolj čvrste konsistence. Pri solih je velikost koloidnih delcev približno enaka dolžini vidne svetlobe, svetloba na koloidnih delcih sipa. V plasti sola tako lahko opazujemo pramen svetlobe – Tyndallov pojav.

## Priprava
Koloidne raztopine lahko pripravimo iz suspenzij ali iz večjih trdnih delcev tako, da jih dispergiramo, zmeljemo v posebnih koloidnih mlinih (ob dodatku primernega elektrolita, ki omogoči, da se koloidni delci nabijejo). Kovinske sole je mogoče pripraviti po Bredigovem postopku z električnim oblokom med kovinskima elektrodama pod vodo. Zaradi visoke temperature obloka kovina izpareva, pod vodo pa takoj kondenzira, pri čemer nastanejo koloidni delci primerne velikosti, ki dobijo naboj s trenjem. 